# Port d'Alacant
El port d'Alacant és un port marítim industrial i comercial, que conviu amb la marina d'Alacant. Se situa directament davant de la ciutat.
Com a port pesquer va passar dels 400 homes ocupats al final del segle xviii a més de 1000 el 1980. Tot i això actualment el superen altres ports, com el de València.

## Destinacions
Des del port, hi ha embarcacions a:
- Eivissa
- Palma
- Orà
- Nova Tabarca